# Briatico
Briatico község (comune) Olaszország Calabria régiójában, Vibo Valentia megyében.

## Fekvése
A megye északi részén fekszik, Santa Eufemia-öböl partján. Határai: Cessaniti, Vibo Valentia, Zaccanopoli, Zambrone és Zungri.

## Története
A hagyományok szerint a várost Epizephürioi Lokroiból származó görög telepesek alapították. Első írásos említése azonban csak a 12. származik, amikor Roger, szicíliai király a miletói egyházmegyének ajándékozta az Euriatikon név alatt ismert kis települést és a hozzátartozó területeket. A középkor során nemesi családok birtoka volt (de Traynam de Santilis, d’Aquino, Ruffo, Marzano stb.). Az 1783-as calabriai földrengésben a település teljesen elpusztult. A túlélők az elpusztult településtől néhány kilométer távolságra, annak egykori kikötői részénél (marina) építették fel a mai települést. A 19. század elején vált önálló községgé, amikor a Nápolyi Királyságban felszámolták a feudalizmust.

## Népessége
A népesség számának alakulása:

## Főbb látnivalói
- az egykori településből (Briatico Vecchio) a Castello romjai maradtak fenn
- a tengerparton épített, a török kalózok ellen védelmet nyújtó öt őrtorony
- az 1498-ban alapított Domonkos-rendi kolostor
- halász-kikötő
- Szaracén-torony
- Palazzo Bisogni
- Villa Marzano
- Palazzo Lombardi Satriani
- Palazzo Satriano
- San Pietro-templom
- San Nicola-templom
- San Michele Arcangelo-templom
- San Leone Magno-templom
- Madonna di Costantinopoli-templom
- San Giacomo-templom
- Madonna delle Grazie-templom
- Madonna del Carmine-templom
- Santa Maria Assunta-templom